# Бистринці
45°41′ пн. ш. 18°23′ сх. д. / 45.69° пн. ш. 18.39° сх. д.
Бистринці (хорв. Bistrinci) — населений пункт у Хорватії, в Осієцько-Баранській жупанії у складі міста Белище.

## Населення
Населення за даними перепису 2011 року становило 1598 осіб.
Динаміка чисельності населення поселення:

## Клімат
Середня річна температура становить 11,05 °C, середня максимальна – 25,35 °C, а середня мінімальна – -5,92 °C. Середня річна кількість опадів – 641 мм.
| Клімат поселення                              | Клімат поселення | Клімат поселення | Клімат поселення | Клімат поселення | Клімат поселення | Клімат поселення | Клімат поселення | Клімат поселення | Клімат поселення | Клімат поселення | Клімат поселення | Клімат поселення | Клімат поселення |
| Показник                                      | Січ.             | Лют.             | Бер.             | Квіт.            | Трав.            | Черв.            | Лип.             | Серп.            | Вер.             | Жовт.            | Лист.            | Груд.            |                  |
| Середній максимум, °C                         | 5,67             | 7,79             | 12,39            | 17,06            | 22,23            | 25,35            | 25,03            | 24,71            | 20,55            | 15,14            | 9,15             | 5,16             |                  |
| Середня температура, °C                       | −0,13            | 2,00             | 6,60             | 11,28            | 16,42            | 19,56            | 21,20            | 20,90            | 16,72            | 11,30            | 5,34             | 1,36             |                  |
| Середній мінімум, °C                          | −5,92            | −3,82            | 0,80             | 5,49             | 10,64            | 13,76            | 17,41            | 17,09            | 12,92            | 7,50             | 1,54             | −2,46            |                  |
| Норма опадів, мм                              | 39               | 35               | 37               | 50               | 60               | 82               | 62               | 60               | 51               | 55               | 61               | 49               |                  |
| Середньомісячна швидкість вітру, м/с          | 2.40             | 2.62             | 2.90             | 2.80             | 2.50             | 2.30             | 2.22             | 2.06             | 2.06             | 2.20             | 2.30             | 2.46             |                  |
| Середньомісячна сонячна радіація, кДж/м²·день | 4185             | 6915             | 10835            | 15428            | 19416            | 21557            | 22153            | 20156            | 14851            | 9244             | 4713             | 3463             |                  |
| --------------------------------------------- | ---------------- | ---------------- | ---------------- | ---------------- | ---------------- | ---------------- | ---------------- | ---------------- | ---------------- | ---------------- | ---------------- | ---------------- | ---------------- |
| Джерело:                                      |                  |                  |                  |                  |                  |                  |                  |                  |                  |                  |                  |                  |                  |